# Herb powiatu makowskiego
Herb powiatu makowskiego – jeden z symboli powiatu makowskiego, ustanowiony 28 czerwca 2002.

## Wygląd i symbolika
Herb przedstawia na tarczy dwudzielnej w słup w polu lewym złotym trzy czerwone maki, a w polu prawym czerwonym połowę mazowieckiego Orła Białego. Maki nawiązują do nazwy powiatu, natomiast orzeł do przynależności powiatu do województwa mazowieckiego.